# Bruce Bennett
Bruce Bennett, nato Harold Herman Brix (Tacoma, 19 maggio 1906 – Santa Monica, 24 febbraio 2007), è stato un attore e pesista statunitense.

## Biografia
Nato negli Stati Uniti d'America, da genitori di origini tedesche, nel 1928 vinse la medaglia d'argento ai Giochi olimpici di Amsterdam nel getto del peso.
Nel corso della sua carriera di atleta, vinse quattro titoli AAU consecutivi (1928-1931), il titolo NCAA nel 1927 e due titoli AAU indoor nel 1930 e nel 1932.
Nel 1929 si trasferì a Los Angeles. Nel 1931, a causa di un infortunio, perse il ruolo di Tarzan nel film Tarzan l'uomo scimmia, appannaggio di un altro sportivo, il nuotatore Johnny Weissmuller. Successivamente girò il serial indipendente Le nuove avventure di Tarzan (1935). Negli anni seguenti ottenne altri ruoli in film in cui fu accreditato come Herman Brix.
Nel 1940 cambiò nome in Bruce Bennett e lavorò in numerose pellicole della Columbia Pictures, molte delle quali di successo.
Negli anni sessanta si ritirò dalla recitazione per diventare commerciante. Morì all'età di 100 anni in California.

## Palmarès
| Anno | Manifestazione  | Sede      | Evento         | Risultato | Prestazione | Note |
| ---- | --------------- | --------- | -------------- | --------- | ----------- | ---- |
| 1928 | Giochi olimpici | Amsterdam | Getto del peso | Argento   | 15,75 m     |      |

## Campionati nazionali
- 4 volte campione AAU del getto del peso (1928, 1929, 1930, 1931)
- 2 volte campione AAU indoor del getto del peso (1930, 1932)
- 1 volta campione NCAA del getto del peso (1927)

## Filmografia parziale

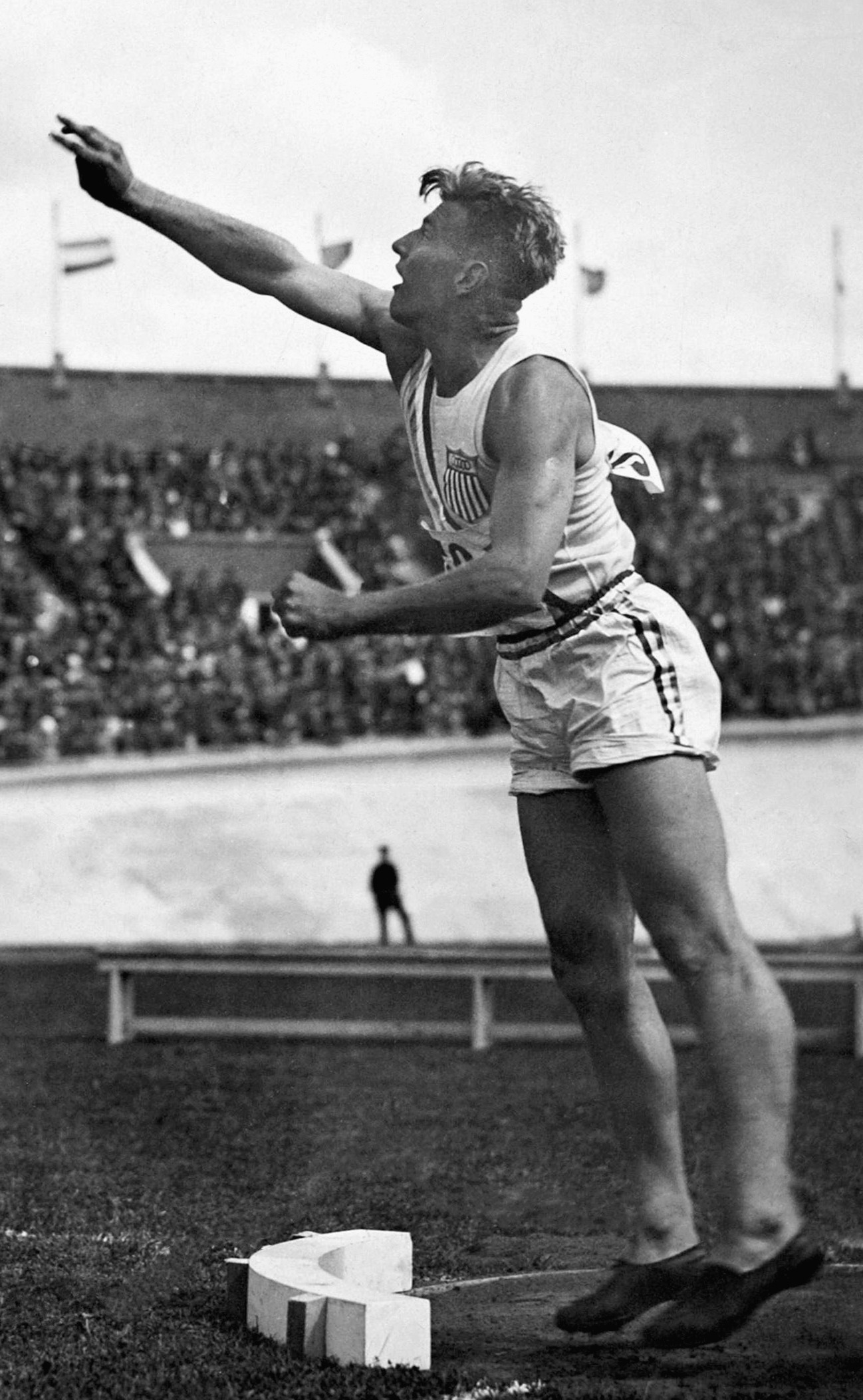
Herman Brix ai Giochi olimpici di

### Cinema
- Le nuove avventure di Tarzan (The New Adventures of Tarzan), regia di Edward A. Kull (1935)
- Shadow of Chinatown, regia di Robert F. Hill (1936)
- Amateur Crook, regia di Sam Katzman (1937)
- The Lone Ranger, regia di John English e William Witney (1938)
- The Fighting Devil Dogs, regia di John English e William Witney (1938)
- Daredevils of the Red Circle, regia di John English e William Witney (1939)
- Indietro non si torna (Escape to Glory), regia di John Brahm (1940)
- Prima che mi impicchino (Before I Hang), regia di Nick Grinde (1940)
- Honolulu Lu, regia di Charles Barton (1941)
- Di corsa dietro un cuore (Tramp, Tramp, Tramp), regia di Charles Barton (1942)
- Molta brigata vita beata (The More the Merrier), regia di George Stevens (1943)
- Sahara, regia di Zoltán Korda (1943)
- There's Something About a Soldier, regia di Alfred E. Green (1943)
- Il romanzo di Mildred (Mildred Pierce), regia di Michael Curtiz (1945)
- Delitti senza sangue (Danger Signal), regia di Robert Florey (1945)
- L'anima e il volto (A Stolen Life), regia di Curtis Bernhardt (1946)
- Smarrimento (Nora Prentiss), regia di Vincent Sherman (1947)
- Notte di bivacco (Cheyenne), regia di Raoul Walsh (1947)
- La fuga (Dark Passage), regia di Delmer Daves (1947)
- Il tesoro della Sierra Madre (The Treasure of the Sierra Madre), regia di John Huston (1948)
- Sul fiume d'argento (Silver River), regia di Raoul Walsh (1948)
- I fratelli di Jess il bandito (The Younger Brothers), regia di Edwin Marin (1949)
- Aquile dal mare (Task Force), regia di Delmer Daves (1949)
- Chicago, bolgia infernale (Undertow), regia di William Castle (1949)
- La strada del mistero (Mystery Street), regia di John Sturges (1950)
- Jack il ricattatore (Shakedown), regia di Joseph Pevney (1950)
- Uniti nella vendetta (The Great Missouri Raid), regia di Gordon Douglas (1951)
- L'assedio di Fort Point (The Last Outpost), regia di Lewis R. Foster (1951)
- Angels in the Outfield, regia di Clarence Brown (1951)
- So che mi ucciderai (Sudden Fear), regia di David Miller (1952)
- La sposa sognata (Dream Wife), regia di Sidney Sheldon (1953)
- La prateria senza legge (Robbers' Roost), regia di Sidney Salkow (1955)
- Aquile nell'infinito (Strategic Air Command), regia di Anthony Mann (1955)
- L'imboscata selvaggia (Hidden Guns), regia di Albert C. Gannaway (1956)
- Il fondo della bottiglia (The Bottom of the Bottle), regia di Henry Hathaway (1956)
- I tre fuorilegge (The Three Outlaws), regia di Sam Newfield (1956)
- La lunga valle verde (Daniel Boone, Trail Blazer), regia di Albert C. Gannaway e Ismael Rodríguez (1956)
- Fratelli rivali (Love Me Tender), regia di Robert D. Webb (1956)
- I violenti (Three Violent People), regia di Rudolph Maté (1956)
- Uomini coccodrillo (The Alligator People), regia di Roy Del Ruth (1959)
- The Cosmic Man, regia di Herbert S. Greene (1959)

### Televisione
- Lux Video Theatre – serie TV, 3 episodi (1953-1957)
- Damon Runyon Theater – serie TV, episodio 1x01 (1955)
- Scienza e fantasia (Science Fiction Theatre) – serie TV, 5 episodi (1955-1957)
- Crossroads – serie TV, episodio 1x39 (1956)
- West Point – serie TV, episodio 1x22 (1957)
- Indirizzo permanente (77 Sunset Strip) – serie TV, episodio 1x12 (1958)
- The Texan – serie TV, episodio 1x02 (1958)
- Rescue 8 – serie TV, episodio 1x06 (1958)
- Panico (Panic!) – serie TV, episodio 2x07 (1958)
- Perry Mason – serie TV, 5 episodi (1958-1965)
- Branded – serie TV, episodio 2x04 (1965)
- Daktari – serie TV, episodi 3x22-4x11 (1968)
- Il virginiano (The Virginian) – serie TV, episodi 5x17-5x20 (1967)
- Lassie – serie TV, 4 episodi (1970-1971)

## Doppiatori italiani
- Alberto Sordi in Notte di bivacco, La fuga, Il tesoro della Sierra Madre
- Nino Pavese in Sahara
- Ennio Cerlesi in Il romanzo di Mildred
- Stefano Sibaldi in So che mi ucciderai
- Renato Turi in Aquile nell'infinito
- Gualtiero De Angelis in Uomini coccodrillo